# 原田茂治
原田 茂治（はらだ しげはる、1948年9月 - 2020年9月10日）は、日本の化学者（物理化学）。理学博士（北海道大学・1979年）。静岡県立大学名誉教授。位階は従四位、勲等は瑞宝小綬章。
日本学術振興会奨励研究員、静岡女子短期大学助教授、静岡県立大学短期大学部教授などを歴任。

## 来歴

### 生い立ち
北海道大学理学部高分子学科に進学。1971年北海道大学を卒業、北海道大大学院理学研究科高分子学専攻に進み、1976年北海道大学大学院博士課程を単位取得退学。

### 研究者として
大学院を単位取得退学後は、約2年間日本学術振興会奨励研究員。1979年北海道大学工学部講師を務め、同年静岡女子短期大学講師に就任、のちに助教授に昇任。静岡女子短期大学が静岡薬科大学・静岡女子大学と統合され、新たに静岡県立大学が設立され、1987年から1991年まで静岡県立大学短期大学部助教授、その後短期大学部教授に昇任。短期大学部では、一般教育を担当。2000年より、静岡大学工学部講師を兼任。その後、静岡県立大学より名誉教授の称号が授与された。2020年9月10日に死去。同日付で従四位に叙され、瑞宝小綬章が授与された。

## 研究
専門分野は化学、物理学とのかかわりが深い物理化学を研究。両親媒性を持つ物質の溶液について、熱力学の観点から研究した。
また、情報技術に着目、1986年論文「パーソナルコンピュータによる個人用データファイルの作成」にて、個人情報の収集・管理にパーソナルコンピュータの活用を唱えた。近年では、学術研究の場にて、電子媒体上の文献、電子図書館、デジタルアーカイブなどに代表されるさまざまな電子的資料の活用を訴えた。また、日本の高等学校の教科に「情報」が導入されたことから、静岡文化芸術大学文化政策学部教授の野村卓志とともに、新教科「情報」導入後の高校生の情報リテラシーの推移を調査・研究した。

## 略歴
- 1948年 - 誕生。
- 1971年 - 北海道大学理学部卒業。
- 1976年 - 北海道大学大学院理学研究科博士課程単位取得退学。
- 1976年 - 日本学術振興会奨励研究員。
- 1979年 - 北海道大学工学部講師。
- 1979年 - 静岡女子短期大学講師。
- 1987年 - 静岡県立大学短期大学部助教授。
- 1991年 - 静岡県立大学短期大学部教授。
- 2000年 - 静岡大学工学部講師。
- 2020年 - 死去。

## 栄典
- 2020年 - 従四位[4]。
- 2020年 - 瑞宝小綬章[4]。

## 著作

### 寄稿
- 原田茂治・佐原秀子稿「水中における18-クラウン-6とアルキルアンモニウムクロリドの相互作用」『静岡女子短期大学研究紀要』31号、静岡女子短期大学、1983年、25-32頁。ISSN 0287-3001
- 佐原秀子・原田茂治稿「混合ミセルのモル体積――デシル硫酸ナトリウムおよびドデジル硫酸ナトリウム混合系」『静岡女子短期大学研究紀要』33号、静岡女子短期大学、1985年、15-22頁。ISSN 0287-3001
- 原田茂治・佐原秀子稿「パーソナルコンピュータによる個人用データファイルの作成」『静岡女子短期大学研究紀要』34号、静岡女子短期大学、1986年、77-87頁。ISSN 0287-3001
- 佐原秀子・原田茂治稿「電極法によるドデシルアンモニウムクロリドのミセル物性に関する研究」『研究紀要』1号、静岡県立大学短期大学部、1987年、137-141頁。ISSN 0914-7810
- 原田茂治・佐原秀子稿「双子型伝導微少熱量計による水溶液の希釈熱測定」『研究紀要』6号、静岡県立大学短期大学部、1992年、75-83頁。ISSN 0914-7810
- 原田茂治・佐原秀子稿「市販の界面活性剤選択性電極の電極電位」『研究紀要』9号、静岡県立大学短期大学部、1995年、219-223頁。ISSN 0914-7810
- 原田茂治・佐原秀子稿「Titration Calorimetryデータの取り扱い」『静岡県立大学短期大学部研究紀要』11-3号、静岡県立大学短期大学部、1997年。ISSN 1344-7971
- 佐原秀子・貝沼やす子・原田茂治稿「炊飯米の老化熱測定の試み」『静岡県立大学短期大学部研究紀要』11-3号、静岡県立大学短期大学部、1999年。ISSN 1344-7971
- 原田茂治・佐原秀子稿「Thermal Activity Monitor 2277のベースライン安定性と熱データの比較」『特別研究報告書』97・8年度、静岡県立大学短期大学部、1999年3月、7-16頁。ISSN 1340-2927
- 佐原秀子・貝沼やす子・原田茂治稿「炊飯米の老化熱測定の試み2」『静岡県立大学短期大学部研究紀要』14-3号、静岡県立大学短期大学部、2000年。ISSN 1344-7971
- 原田茂治稿「電子情報環境下における研究活動と情報――研究者の視点から」『薬学図書館』47巻4号、日本薬学図書館協議会、2002年、324-327頁。ISSN 0386-2062
- 貝沼やす子・佐原秀子・原田茂治稿「米飯の老化熱とテクスチャーとの関係」『日本食品科学工学会誌』51巻12号、日本食品科学工学会、2004年12月15日、665-671頁。ISSN 1341-027X
- 野村卓志・原田茂治稿「高校新課程を経た学生に対する情報リテラシー教育」『静岡文化芸術大学研究紀要』8巻、静岡文化芸術大学、2008年3月31日、1-4頁。ISSN 1346-4744
- 原田茂治・野村卓志稿「2007年度入学生の情報リテラシー」『静岡県立大学短期大学部研究紀要』22-W号、静岡県立大学短期大学部、2008年。ISSN 1344-7971

## 関連人物
- 貝沼やす子